# Lądowisko Sokółka-Szpital
Lądowisko Sokółka-Szpital – lądowisko sanitarne w Sokółce, w województwie podlaskim, położone przy ul. Władysława Sikorskiego 40. Przeznaczone jest do wykonywania startów i lądowań śmigłowców sanitarnych i ratowniczych w dzień i w nocy o dopuszczalnej masie startowej do 5700 kg.
Zarządzającym lądowiskiem jest Samodzielny Publiczny Zakład Opieki Zdrowotnej w Sokółce. W roku 2014 zostało wpisane do ewidencji lądowisk Urzędu Lotnictwa Cywilnego pod numerem 274
Koszt budowy lądowiska wynosił ok. 1 mln zł.